# Josef Schuster
Josef Schuster (* 20. března 1954, Haifa) je německý lékař a od roku 2014 předseda Ústřední rady Židů v Německu.
Jeho rodina odešla z Německa do Palestiny roku 1938, on sám se tudíž narodil v Izraeli, nicméně rodina se vrátila do Německa roku 1956, v jeho dvou letech. Vystudoval lékařství na Würzburské univerzitě. Specializoval se na vnitřní lékařství. Roku 1998 se stal hlavou würzburské židovské obce (jeho otec jí byl v letech 1958–1996), roku 2002 bavorské obce, v roce 2010 místopředsedou obce celoněmecké a roku 2014 byl zvolen do jejího čela. V roce 2015, během uprchlické krize, na sebe upozornil požadavkem, aby německá vláda omezila počty přicházejících migrantů a varoval též, že masivní migrace povede k nárůstu antisemitismu v Německu, neboť migranti přicházejí ze zemí, kde je nenávist k Židům zakořeněna a podporována oficiálními institucemi.